# 就職活動

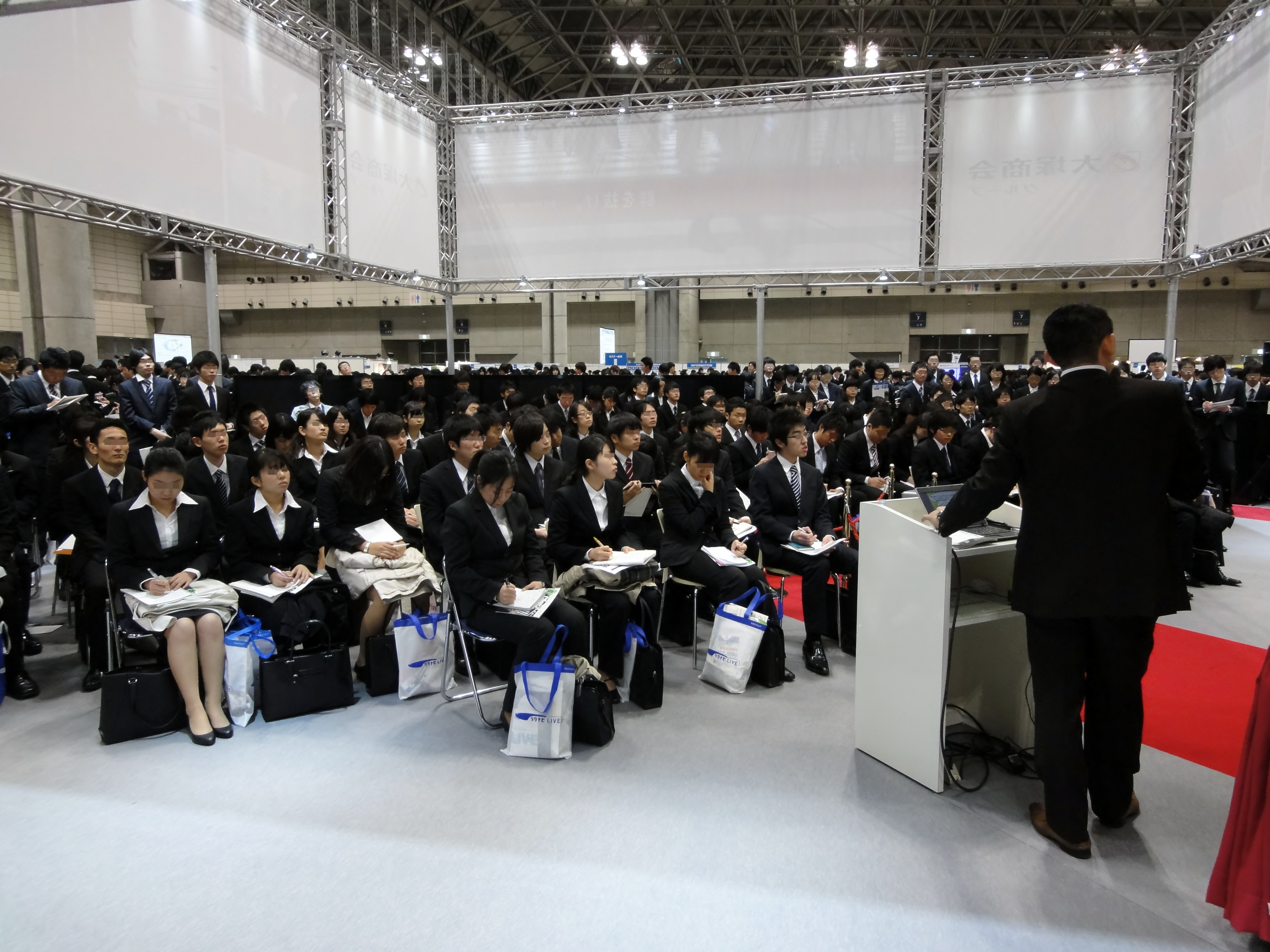
日本の会社説明会の様子

就職活動（しゅうしょくかつどう、英: job hunting）は、職業に就くための活動の総称。略す場合は「就活（しゅうかつ）」という。また一般に、仕事をしていた人が一度退職し一定のブランク期間（働かない期間、離職期間、あるいは失業期間）を経て、再び就職することを再就職という。
就職活動のあり方は、世界を見渡せば多様である。
在学中に就職先が決まったという人の率は、韓国で42.3%、アメリカで46.3%、オーストラリアで48.8%、ロシアで56.9%に対して、日本では81.4%となっている。
日本のような「横並び一斉スタートの新卒一括採用」などというシステムは世界では少数派であり、大学等の高等教育の講義（学問）を自ら欠席（放棄）してまで、学生が就職活動に専念するのは世界で日本と韓国のみである。

## 世界

### フランス
フランスではスタージュと呼ばれるインターンシップ制度が充実していて、これにより職務経験を得る。このインターンシップで経験を積むことが就職の必須条件となっている（これを積まないと、就職できない）。インターンシップ後に就職できる場合でも、最初は非正規雇用でやとわれて、その後に正社員になってゆくパターンの人たちのほうが多数派である。フランスの新卒の就職活動に関しては7割が非正規雇用（有期雇用や派遣）というデータがある。

#### ドイツ
ドイツは徒弟制由来のマイスター制度の影響から、早期に進学と就職を分けるデュアルシステムがある。
義務教育後、マイスター取得を目指しファッハシューレへ進むか大学進学を選択する。

### イギリス
イギリスにおいては、大学ランキングの浸透に伴い、上位校の学生のみを採ろうとする企業が現れ始めた。

### アメリカ合衆国
アメリカ合衆国では、大学生が在学中に就職活動をすることはほとんどないが、在学中に企業のインターンに参加して実績をアピールしたり、大学と企業の共同研究や指導教授の紹介によることも多い。また就職活動の開始時期の規定などの概念もない。学生は大学を卒業してから企業へ応募することになるが、卒業後から就職までのあいだにブランクができる学生も多い。しかし一旦採用方向に動き出すとその後の動きは迅速で、面接から1週間～数ヶ月でオファーが出、オファーから1週間以内に応諾の返事をし、採用となれば2週間以内に入社というケースが典型的である。
応募に際しては、インターネットの求人サイトや求人広告、友人・知人・家族のつながりを通じて見つける。企業側は通年採用を行っているケースが多く、欠員が出た際に補充、または業務の拡張のために人員を新規募集する。日本のような大学の卒業時期に合わせた新卒一括採用および中途採用と言う概念はない。
アメリカ合衆国の場合は、新卒および中途に関係なく、「即戦力」の人材を求める企業が多く、採用に関しては過去の経験や大学での「専攻」などを重視する。
アメリカの企業は具体的なポジションがあってそれを埋めるために採用するのであるから、通年採用、中途採用がよくある。日本企業のように頭数だけ新卒の人たちを一括採用して、入社後のトレーニングを経てから配属する、ということはない。
アメリカでの就職活動では、大学の成績「GPA」のスコアは非常に重要である。たとえば、投資銀行では、GPA(成績評価基準)が4.0中3.5以上の学生しか受け付けないといったケースや、大手企業でもGPA 4.0中3.0が応募の必要最低条件として課しているケースが普通にある。アメリカの企業は、GPAのスコアを評価尺度として積極的に使い、その人物が即戦力があるのか、どれくらいの即戦力があるのかどうかを判断する。
大手企業ではウェブに必要事項を記入させることもあるが、ほとんどの企業では決まった書式のエントリーシートのようなものはない。一番重要視されるのは自由形式の履歴書と、その人の能力を示す大学の学位と専攻である。また、人事担当者は就業資格のチェックや犯罪歴調査のような事務処理に徹し、採用の可否に口出しすることはない（面接することさえ稀）。
採用の決定は（あくまでも採用されれば）直属の上司になる「ハイヤリングマネージャ」で、将来の同僚となる社員や一段階上の上司（ビッグボス）などの個別面接の結果を元にするのが一般的である。給与額（年額、月額、時給など）や仕事の概要（製造管理、人事、営業など）、職位、直属上司の指名などの記載されたオファーレター（同国の法律で義務付けられている）はハイヤリングマネージャの名で発行されるのが通常であるが、稀に事業部長や社長など高位の職位の名で発行する会社もある。

### 中国
中国では、かつては学校卒業後の就職は国家が世話をしていたが、改革開放後は学生が自分で就職活動を行わなければならなくなった。学生の絶対数が多いため、就職浪人が社会問題となっている（詳細は若年失業を参照）。
就職活動に際しては、縁故が有力な手段となっている。そのため、就職活動に有利なコネを売買する行為も見られる。人気がある職種は公務員で、8万元（報道当時のレートで約120万円）で売り出されているという。また、学歴差別が横行する状況にある。
留学生については、かつては「海亀」と呼ばれ、外国語を武器に好条件で就職できたが、留学が一般化するに伴いそれだけでは就職できなくなり、就職活動を行う必要が生じるようになった。留学帰りで就職できなかったものは「海帯」と呼ばれる（詳細は留学#中華人民共和国における留学を参照）。
就職先としては、当初は国営企業が人気であったが、外資企業が相次いで進出すると、外資の方が将来性があるとして、人気が高まった。しかし、その後国営企業の人気が再び高まっている。この傾向には、学生が自己の将来性を考える際に、まず国営企業でコネを作り、その後民間企業に再就職した方が出世しやすいと考えることが影響しているという。

### 韓国
韓国では、毎年約40万人の大卒者が就職活動を行っており、多くは財閥系を始めとした大手企業を志望している。
背景としては、大企業と中小企業では給与に倍近い差があることが挙げられている。伝統的には儒教思想が強い韓国においては成人後も親孝行をすることが当たり前とされているため、大企業に入社することが親孝行という風潮や、それを後押しする受験産業の存在も志望が偏る一因になっている。若者も大手に入れなければ負け組という意識が強いとされる。
2010年以降は就職事情が悪化し、大企業へ就職はかつてない狭き門となっている。日本の就職活動と異なり、新卒一括採用はあるものの、2009年から施行された年齢差別禁止法によって新入社員募集時の年齢差別禁止が義務付けられるようになり、就職浪人の活動継続が比較的容易になったため、結果として活動が長期化している。このためソウル大学校、延世大学校、高麗大学校のトップ校の新卒であっても大企業には容易に就職出来ない。2020年の失業率は全体が4%であるが、15歳から29歳は9％と倍以上になっているなど慢性的な就職難が続いている。
韓国では学歴と在学中の成績以外にも英語能力、企業へのインターンシップ、留学経験など「スペック」と呼ばれる実績を求められることから、スペックを積むため、事実上1年生から就職活動がスタートしている。スペックを積む活動には時間や費用がかかるため学生の負担となっている。また近年では常時採用の増加や即戦力を求める風潮が強くなっており、将来的にはさらに難しくなるとの予測もある。特に重視されるインターンシップはスペック取得競争の激化により陳腐化も進んでおり、インターンシップの倍率が200倍を超える、インターンシップのために休学なども当たり前となっている。男性は大学在学中に兵役に就くことが多いため、さらにスケジュールが厳しくなっている。
大学進学率は日本以上であるが大手企業の割合が少ないことや、国際化によって国内での採用数を抑制したこと、即戦力を重視したことなどが、就職難に拍車をかけている。そのため、実際に就職できるのは約11万人程度にとどまる。就職後も40代からは会社からの退職圧力が強いことが若者にも知られているため、トップ校の卒業者の中にはプレッシャーが少ない日本企業に就職する人もいる。政府でも就職難対策として海外での就職を支援している。
就職の失敗を皮切りに「恋愛」「結婚」「出産」「マイホーム」「人間関係」「夢」の7つをあきらめる若者は「七放世代」と呼ばれている。

## 日本

### 日本の就職活動の概要

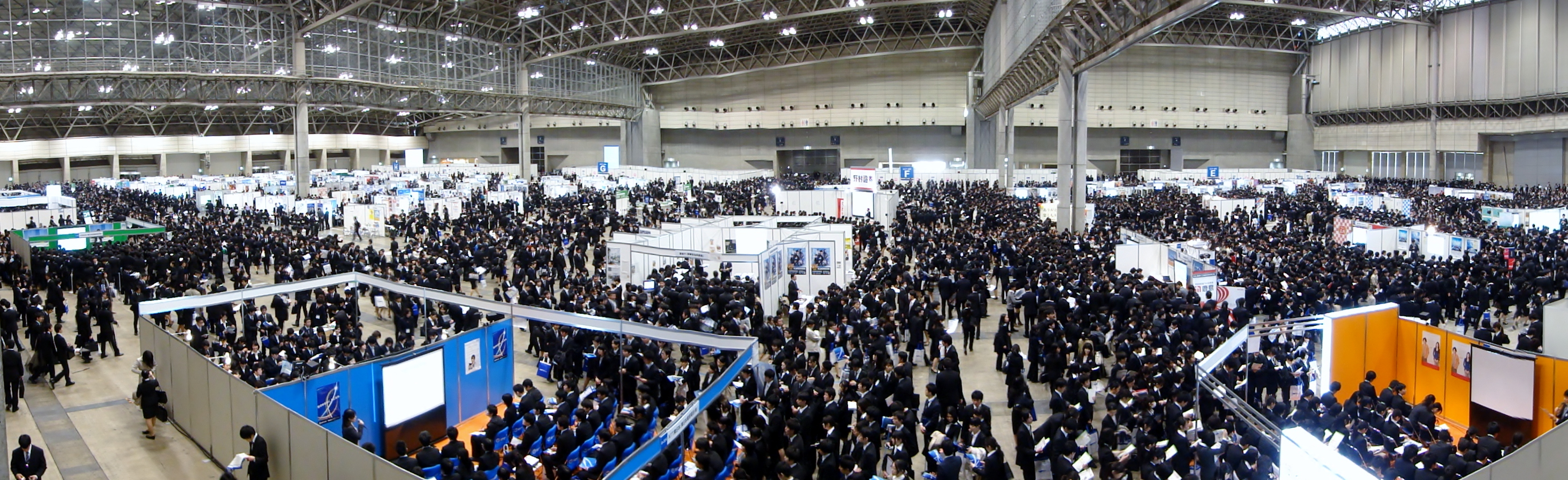
合同企業説明会の様子

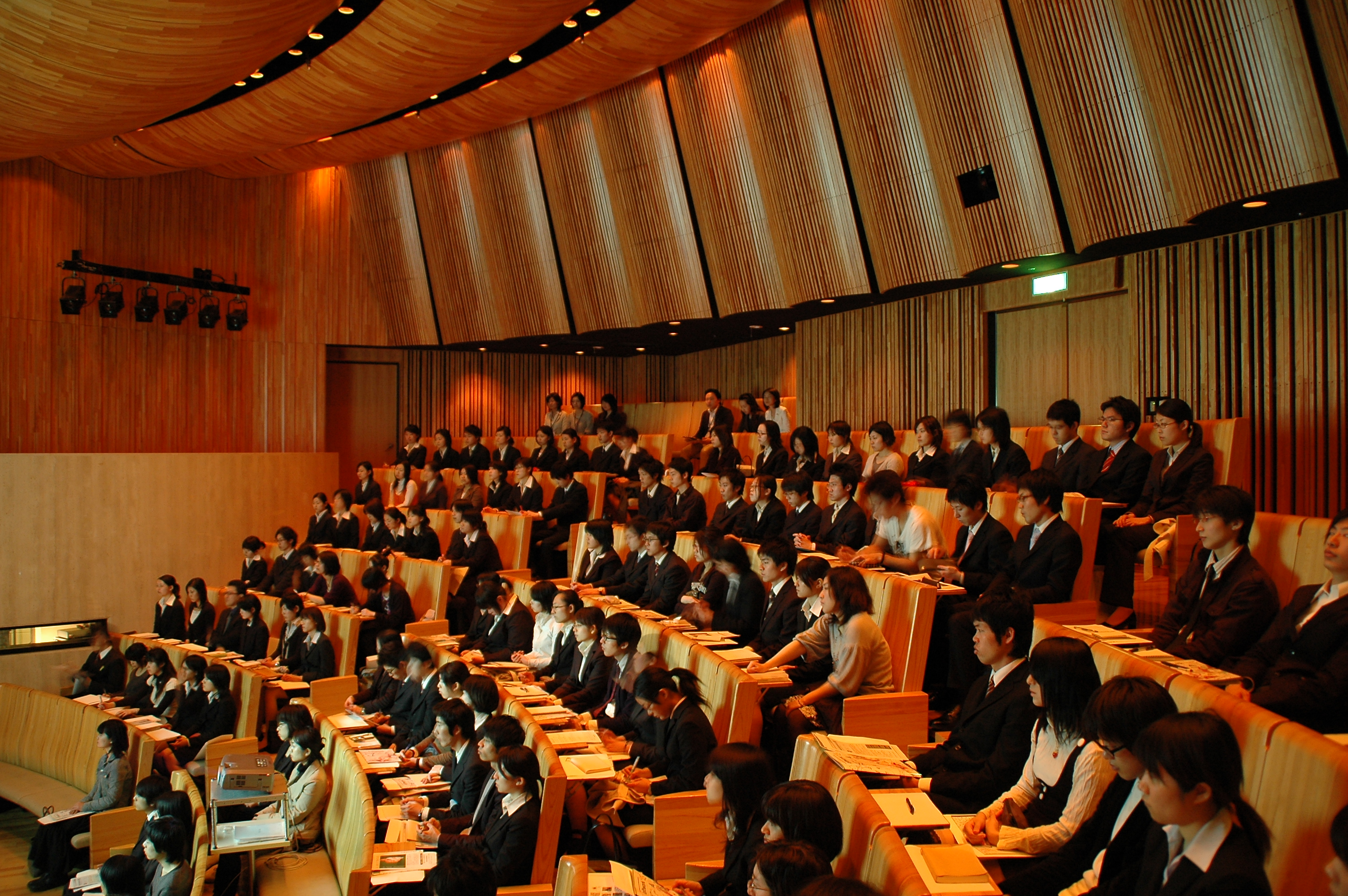
会社説明会の様子

日本での就職活動には、学校に在学中の人が行うもの、卒業後の人が行うもの、すでに職業についていた経歴を持つ人が行う再就職活動（転職活動）などがある。
なお日本人が外国で就職先を見つけることは海外就職という。
学校在学中に行う就職活動
学校に在籍している状態の人が行う就職活動。採用する側（雇用者側）はこうした人々を、「新卒」と呼び、そのための募集・採用活動を「新卒採用」と言う。
この日本の「横並び一斉スタートの新卒一括採用」は、世界的に見ると珍しい。
（詳細は「新卒一括採用」 を参照）
学校卒業後に行う就職活動
学校を卒業後に行う就職活動である。ひとつは在学中に就職を希望していたがそれが実現しなかった人が行う場合である。ほかにももともとは就職する必要がなく、就職予定はなかった人が、事情が変わり、就職しなければならなくなり卒業後になってから就職活動を始める場合もある。採用する側は特に卒業後3年以内の人を「既卒者」と呼ぶことがある（原則として社会保険が付いた仕事に就く夢がかなわずに就職浪人となり、現在も求職中の者のことを指す）。また、「第二新卒者」と呼ぶ場合もある（新卒で就職したが試用期間後に本採用へ移行できなかった人や「ミスマッチ」によりすぐ退職した人なども含まれる）。
職業を得ていた人が、再度行う就職活動
職業をもっていた経歴のある人が、何らかの事情で一旦退職し、「離職状態」あるいは「失業状態」となり、ふたたび就職活動を行うことを再就職活動、転職活動と言う。採用者側（雇用者側）はこうして採用する人のことを「中途採用」などといい、そうした人々を雇うための一連の募集・採用活動を「中途採用」や「経験者採用」などという。
再就職にはさまざまなケースがある。日本の女性の再就職で多いのは子育てのために一旦退職して、10年ほど離職状態になっていたが、子供も10歳ほどになりそろそろ手がかからなくなったので、復職するというケースである。
「もともとフルタイムで正社員をしていた」というような人の場合は、「（以前のように）正社員としてフルタイムで、最初から勤務したい」などという気持ちがたとえあったとしても、実際には家庭との両立に困難があるので、無理の無い働き方、つまり「正社員」や「フルタイム勤務」にはこだわらず、「契約社員」や「時短勤務」で、家庭との両立をはかることのできる職業・職場を見つける、という方法が妥当な解決策として選ばれている。たとえばもともと看護師の仕事をしていた人などは、専門技能をもっており、世の中の看護師需要も高く、看護師の仕事を紹介するウェブサイトや紹介所などもあるので、ふたたび看護師で勤務する職場を見つけることができる。
また勤務している会社が倒産してしまい職場が消滅し再就職に迫られることも世の中では頻繁に起きている。たとえば帝国データバンク調べでは日本の倒産件数は、2010年は1万1658件で、2015年は8408件だった。
（男性の働き手にも女性の働き手にも起きることだが）「家族にどうしても介護が必要になり、仕事を辞めて3年間介護していたが、その家族の状況が落ち着いたので（あるいは亡くなってしまったので）もう一度働きたい」といったケースなどもある。貯金（貯蓄）がそれなりにある人の場合、その貯金を切り崩しつつ家族の介護を始めたもののやがてその貯金が底をつき再就職活動をするような場合もある。
なお、一旦退職し、働いていない状態になった人が、雇用される組織を見つけるための活動が「再就職活動」と呼ばれる傾向がある。何らかの事情により、ある組織で勤務している状態（在籍状態）のままでこうした活動を行う場合は、（「再就職活動」とは言わず）どちらかと言うと「転職活動」と言うことが多い。
また、当人が高い能力や技術の持ち主で、特に就職活動や転職活動を行っていないのに、企業の側からエージェントなどを使って「すぐれた能力をあなたがお持ちだと知りました。今より良い条件を提示するので、当社でその能力を活かして働いてくれませんか」などと誘いをかけてくることは「ヘッドハンティング」と言う。ヘッドハンティングに応じて勤務する会社を変えることも転職と言う）。

### 民間企業への就職
件数の多い民間企業への就職活動から解説する。学校に在籍している人々の就職活動について解説する。なお日本の場合、学校在籍者の中では高校や大学などに在学している時期に就職を行っている人々の数が多く、全体に対する割合が高い。中学在学者や大学院在籍者で就職活動を行っている人々は全体の中では少数派である。

#### 中等教育機関の生徒の就職活動
後述の高等教育機関・専修学校・各種学校の学生の就職活動と異なり、中学生や高校生の新卒求人については、職業安定法に基づき、すべて公共職業安定所（ハローワーク）を通して学校に掲示することが義務付けられている（中学生や18歳未満の高校生は未成年であり、無秩序な就職活動で学業が混乱するのを抑制する観点からの規定）。したがって、実際の応募については学校を経由して企業とコンタクトを取ることになる。

##### 中学生の就職活動
日本では、労働基準法56条1項により「満15歳に達した日以後の最初の3月31日が終了するまで、これを使用してはならない」とされており、小・中学校の進級制度が強固な年齢主義と課程主義に基づくため、その期日と中学校の最終学年終了日が同じ日である例が多い。このため、就職を希望する中学生は3年次1月1日（一部の地域は12月1日）の就職選考解禁日からが就職活動の最初の機会となる。1月上旬から入社試験が行われるが、面接のみのところがあれば学科試験も課すところもある。
18歳未満の労働者については、労働基準法第6章により年少者として扱われるため、年少者を証明する書類を事業所に備え付けなければならないことや、時間外労働（残業や休日出勤）や18歳未満の女子と16歳未満の男子の深夜労働（夜勤）ができなかったり危険有害作業が制限され、国家資格・業務独占資格の大半を受けられないなど、労働や資格の取得において多大な制約がかかることになる。

##### 高校生の就職活動
日本の高校生の就職活動に特徴的なのは「一人一社制」と呼ばれる就職慣行である。これは、高校生が最初に応募する企業を1社に限定し、学校推薦の形で各企業に応募するものである。一人一社制に依らない高校生の採用選考は少ないのが実情である。
全国高等学校就職問題検討会議が全国統一的な採用選考期日を定めていて、3年次の7月1日以降に企業は公共職業安定所（ハローワーク）を通して各高校に求人票を送り、夏休み中に高校生が職場見学を行い、実際の高校生の就職選考は9月16日からと定められている。一人一社制を導入しない県（秋田県、沖縄県）では9月16日から高校生は複数の企業へ応募が可能となっている。これに対し、一人一社制を導入する都道府県では、9月5日より高校教師と高校生・保護者が相談して本人の志望・適性・学業成績等を考慮して最初の応募先1社を決める。9月16日より採用選考が始まるが、一定期間（都道府県によって異なり、東日本では9月30日まで、西日本では10月31日までとするところが多い）は高校生はこの1社以外の企業への応募はできない。この期間内に内定を得られなかった高校生は、期間経過後は複数の企業への応募が可能となる。
一人一社制は、就職活動の長期化を防ぎ高校生が学業に専念できる期間を確保できること、高校が就職活動に介在するのでブラック企業の排除等短期間でのマッチングがしやすい、企業の側でも計画的な採用がしやすい（一人一社制では原則として内定辞退は不可）等の利点がある。一方で、高校の介在により本来志望していた企業への応募を断念する生徒が出ること、ミスマッチによる早期離職が多い（七五三現象）等の課題も現れている。教育再生実行会議は2019年5月に一人一社制の見直しを提言し、これを受け厚生労働省と文部科学省は2020年2月に一人一社制を見直し地域の実情に応じて複数社への応募も認めるよう促す報告書をまとめた。和歌山県が2021年度から複数社への応募を認めることを決めたほか、大阪府も2021年度から複数社への応募を認める方針であったが、コロナ禍のため実施を1年先送りして2022年度から開始する予定である。もっとも、読売新聞の調査ではこれらの府県のほかに一人一社制の見直しを前向きに検討しているのは奈良県のみで、過半数の都道府県は一人一社制の見直しについて「未定」としているほか、10県では一人一社制を継続するとしている。

#### 高等教育機関・専修学校・各種学校の学生の就職活動
専門学校生、高専生、短大生、大学学部生、大学院生など高等教育機関の学生と専修学校生、各種学校生の活動に大差はない。
中小企業や中堅企業を回避し、業界の大企業にしか興味がないことを「大手病」と呼び、就職活動で避けるべき状態の1つとして挙がる。高学歴やプライドが高い学生に多いと言われるが、学生本人ではなく、保護者が「大手病」になっていることも多々ある。
「大手病」は内定が1件も取れないことによる就職浪人、就職先とのミスマッチによる早期退職・転職などをもたらす危険性があるとされる。

#### 失業者やフリーター・公務員浪人・職業訓練施設からの就職活動
（勤務先の経営悪化による倒産やリストラを含む）失業者（離職者、求職者）やフリーターは、通常ハローワークに登録し、就職や職業訓練の斡旋を受けることができる。職業訓練を受ける場合は、入所した職業訓練施設（離職者訓練を実施する職業能力開発校や職業能力開発促進センターなど）から訓練内容に関連した就職の斡旋や就職相談（キャリア・コンサルティング）を受けることができる。
フリーターへの意識に関しては、厚生労働省が2004年（平成16年）にまとめた雇用管理調査に顕著であり、採否に影響しないと答えた企業経営者や人事担当者が大半だったものの、フリーター経験を好意的に捉えて、豊富な経験やチャレンジ精神・他業種で培った技能を評価して採用するとした者は3.6%しかいなかった。その一方で、フリーターというスタイルに嫌疑的な反応を示して不採用にするとした者が30.3%にも上り、「簡単に辞める傾向がある（否定的に答えたグループの7割）」や「責任感がない（同5割）」といった、長期就業に疑問を抱いたり、リーダーシップの欠如を問題視する意見も聞かれる。
ただ、行政側もフリーターに対する就業支援のための政策として、ジョブ・カード制度や求職者支援訓練を実施しており、そこでの就職を企業側にも促しているが、これは社会保険をかけて雇用することになり、人件費増大にも関わることから、これらの制度の活用は発展途上である。しかし、企業の採用充足率が依然として上がらず、フリーターの需要は年々高まっており、2016年以降は民間企業による就業支援が活発化。書類選考なしの採用フローを取り入れる就業支援など、フリーターの就職活動は大きく変化した。

#### 障害者の就職活動
障害者の就職活動は大きく2つに大別される。1つは障害者であることを公表して一般企業または特例子会社に就職する（すなわち障害者枠を利用する、いわゆるオープン）、もう1つは障害者であることを公表しないで（いわゆるクローズ）一般企業に就職する（一般人（健常者）と同じ枠（一般枠）を利用する）かである。企業における障害者の雇用枠は、障害者雇用促進法で定められている法定雇用率に基づくもので、障害者のみを対象とした合同就職面接会なども存在する。これまではハローワークが主体で求人紹介を行っていたが、近年では障害者枠求人を専門に取り扱った人材紹介会社も増加している。
なお、クローズの場合は必ずしも全ての持病・既往症を申告する義務はないが、持病の有無についてのチェックに対して虚偽申告を行った場合、業務上直接関わる病気等の申告を怠った場合は、告知義務違反に問われる。

### 公務員への就職
日本の場合、国家公務員・地方公務員ともに、採用はほとんどが競争試験による。例外としてば宮内庁に公務員として雇用される鵜飼の鵜匠や、雅楽の演奏家がある。
試験制度や採用までの流れについては、国家公務員の採用試験・地方公務員の採用試験を参照のこと。

### 就職活動の問題点
本稿では特に断りがない限り、大学生の新卒一括採用を前提とした事例について記述する。

#### 早期化、長期化による大学生活の圧迫
1953年に大学と企業との間で就職協定ができ、選考開始が大学4年の10月以降になった。
1968年に大学紛争の影響で、学校推薦の機能がまひし、自力で企業訪問を始める学生がでた。
1973年（昭和48年）から1996年（平成8年）の間は、企業と学校（主に大学・短大）の間に、学業の妨げにならないよう一定の時期まで企業から卒業見込み者に対するアプローチは行わないという就職協定があった。なかには協定を破って抜け駆けて学生にアプローチをかける「青田買い」などはあったものの、一定の抑止効果はあげていた。
1997年に就職協定が廃止され、経団連が倫理憲章を策定し、内定開始が大学4年10月以降になった。
企業側の要請で同協定が廃止された後は、しかし就職活動は早期化、長期化の傾向が顕著になり始めた。多くの大学では1,2年生時は教養や専門分野へ入る前の基礎的な知識を身に付けるための講義が中心であり、3年生から専門を絞った講義やゼミナールが開始されるため、ようやく大学らしい教育が受けられるようになるこの時期に講義や卒業研究を抜けて活動を行わなければならなくなった。このようなことから、「企業側は採用活動の時期を考えるべきである」という意見も存在する。
近年では技術系職種に関してもこの傾向が強まっている。これに対して、北海道大学、東北大学、東京大学、東京工業大学、名古屋大学、京都大学、大阪大学、九州大学、の工学系研究科長及び工学系学部長が組織する8大学工学系研究科長懇談会は経団連を初めとする大手企業や、主要外資系企業に対して「企業の行き過ぎた採用活動や就職前研修が是正され、大学院における教育研究が正常に推進される環境を取り戻せるよう強く要望いたします」との主旨の要望書を出し、就職活動の早期化、長期化及び入社前研修による学生の拘束の是正を要求している。
このような大学側からの要望に対して、経団連は加盟企業を初めとした多くの企業群に対して2013年（平成25年）、安倍晋三内閣総理大臣（当時）の要請により2016年度（平成28年度）以降卒の就職解禁時期を3か月後倒しにし、大学3年生3月解禁、大学4年8月1日以降採用試験と決定した。が、 企業の採用日程の圧迫、学生の夏季の就職試験による体力的負担を考慮し、2017年度以降卒は解禁日は変わらず、採用試験開始を2ヶ月前倒しし大学4年6月1日以降となった。これにより、3年間勉強をした上で卒業論文、卒業研究と同時並行して就職活動を行うことになり、早期化、長期化を抑えられ、大学生活の圧迫がかつてより解消されることが見込まれる。
しかし、解禁や採用が後ろ倒しになる一方で、解禁前（大学3年生の8月ごろ）のインターンシップでの就職活動が就職に有利になるということで脚光を浴びており、2016年（平成28年）卒を対象とした就職活動では、売り手市場ということも相まって、インターンシップ参加希望者が急増している。
このような現状について、インターンシップを利用して水面下で学生の囲い込みを行っているのではないか、解禁前のインターンシップに関して就職活動を控えている学生側が混乱を招くといった懸念が出ている。また、一方で短期化によってより一層学歴が重視される、という意見もある。さらに、この協定はあくまで経団連に所属する企業の協定であるため、大半の企業がこの新しい協定を守らないというアンケート結果もある。中小ベンチャー企業はより前倒しするという予測まである。また、そのような流れからもう就活は始まっていると警告をする人もいる。
2018年に経団連が採用選考にかんする指針を廃止し、2021年卒の学生から政府がルールを主導するようになり、企業の活動開始が大学3年3月1日、選考活動開始が大学4年6月1日になった
。
| 時期             | 2014年内 （平成26年内） | 1月 | 2月 | 3月  | 4月  | 5月  | 6月  | 7月 | 8月  | 9月 | 10月以降 |
| ---------------- | ----------------------- | --- | --- | ---- | ---- | ---- | ---- | --- | ---- | --- | -------- |
| 面接開始時期     | 2.7                     | 1.4 | 3.0 | 10.7 | 24.8 | 17.0 | 8.6  | 7.5 | 20.5 | 2.3 | 1.6      |
| 内定出し開始時期 | 1.6                     | 0.7 | 0.4 | 3.6  | 11.5 | 16.0 | 16.5 | 9.3 | 25.9 | 7.4 | 7.2      |

また、大学生活を送りながら就職活動を行う場合、学費や生活費と並行してその費用を工面しなければいけないため、学生の経済的負担は大きい。特に地方の大学から大都会の企業に就職する場合、例えば北海道から東京の企業に就職しようとするとその交通費だけでも莫大な金額になる。そのため、近年では大学側が就職活動を行う学生に対し交通費を助成する動きも見られる。

#### 就職活動のビジネス化
昭和期の就職活動は、特別な推薦や縁故等を持たない者は就職活動にあたり学校の就職課に掲示の求人票を見て応募するという方法が一般的であった。就職活動におけるこの状況を根底から覆したのが、大学新聞広告社（のちのリクルート）が1962年に発行した雑誌「企業への招待」である。
「企業への招待」（1969年に「リクルートブック」に誌名変更）には企業から集めた求人広告だけを掲載し、学生に無料配布した。資料請求用のハガキがついていて、学生はそれを送ることで容易に企業に受験の意志を表明することができる。企業は低額の掲載料をリクルートに支払うことで容易に学生の募集を行うことができる。こうしてリクルートは就職・採用活動のビジネス化に成功した。1996年にリクルートは「RECRUIT BOOK on the NET」（現在のリクナビ）を開始し、就職・採用活動の舞台は紙媒体から次第にインターネットへと移行させたが、基本的な仕組みは同じである。現在では複数の会社から同様の就職ポータルサイトが開設され、そこに会員登録し、それらのサイトを経由して企業に受験の意志を表明（エントリーと呼ばれる）したり、会社説明会や入社試験の予約を行うのが一般的になった。現在では、就職サイトにしか求人情報を出さないという大手企業も多く、就職サイトに登録することは、就職活動をする事務系を志望する学生の常識となっている。就職情報ビジネスは、長く経団連が維持してきた日本型雇用システムの入り口部分である新卒一括採用を支えるインフラとなった。
1988年に発覚したリクルート事件では、同社の政界工作の狙いを就職協定の維持・順守を働きかけるため、と判決で指摘されている。
1995年にマイナビがネットの情報サイトをオープンした。

#### 志望の偏り
2011年（平成23年）よりリクルートは「大学生の就職志望企業ランキング」の公表を取りやめる方針を明らかにした。理由として「学生の価値観の多様化で一律のランキングを発表する意味が薄れた」「性別や文系・理系、総合職・一般職などの属性で、大きな差が出ており、総合的なランキングの発表は学生の誤解を招く懸念が高まっている」としている。

#### 就職浪人
活動期間の長期化のため、仕事をする意味を見失い（あるいは見つけられず）、活動途中に就職をあきらめてしまう学生も珍しくなくなっている。上級学校に進学する場合はともかく、こうした学生の中には卒業しても何もしない（できない、何もさせてもらえない）若年無業者（ニート、引きこもりなど）やフリーターになるものも多い。特に就職氷河期世代は、現役就職に失敗して一日でも早く浪人から抜け出そうと動くも相手にしてもらえず、最終的に社会のみならず、親族を含めた家庭からも居場所を失うことも多々あるが、8050問題も参照。
そして一度就職浪人になってしまうと、年齢が上がるにつれて、そこから抜け出すことは容易ではなくなる。その結果、最近では高学歴でのニートやフリーターとなる者（学歴難民）も少なくない。近年は就職浪人という立場を避けるため、内定が取れなかった者は新卒の枠を確保する目的で留年したり、専門学校や短大、大学、大学院などに進学して、改めて就職活動するというケースも増加している。但し、この現象は1990年代後半ごろにはすでに見られ始めていた現象である。
中小企業よりも大手企業に人気が集まる傾向にあり、大手企業に入れなかった者が就職浪人を選択する事もある。中小企業の社員は市場価値が低く、その後の転職で待遇の向上を望めなくなることが往々にしてあるため、新卒時に大手企業に入ることは極めて重要である。

#### 女子学生の採用
1999年（平成11年）以降、男女雇用機会均等法が大幅改正されたことで、女子学生を採用で不利な扱いをすることは禁じられた。
しかし、現状としては雇用者における男女比では男性のほうが多い状況にある。女子社員を敬遠する理由として、結婚や出産などによる退職や育児休暇等で離職の可能性が男性社員に比べて高いため、教育コストなどとの費用対効果が男性に比べて低くなるといった点が主張されている。
雇用者における女性比率を高めるため、ポジティブ・アクションなどを採用する企業等も増えている。法律面では、上記のような理由で女子社員を採用しないことは違法と判断される可能性が高い。

#### 内定の取り消し
景気の悪化などに伴う内定提示後の企業の経営状態の悪化、さらには企業の倒産（破産、民事再生法（1990年代までの和議法にほぼ相当する）や会社更生法の申請など）で内定が取り消される場合もある。
2010年代の半ばになると、企業が学生に対して内定を与える見返りに就職活動を終わらせることを強要するというケースまで現れている(オワハラ)。

#### 親の影響
2020年代には就職氷河期世代の子供が大学卒業を迎え就職活動を始めたが、自身の経験から子供を安定した企業に就職させたいという意向が強く、親向けの企業説明会や内定者に親の承諾書を求める「オヤカク」が行われるようになった。建材や部品など業界大手だが一般には認知度が低いBtoB企業は、親世代へのアピールとしてテレビCMを流すようになった。

## 再就職支援
社員の人員削減が行われる際には退職条件に再就職支援が加えられることがある。再就職支援サービス（アウトプレースメントサービス）はもともと欧米の企業が従業員を解雇する際にカウンセリングサービスを実施したことから発達した制度である。
再就職支援サービス（アウトプレースメントサービス）は日本でも導入されるようになったが、日本では企業の雇用責任の点でカウンセリングでは足りないとの考えがあり、再就職先の開拓やあっせんの外部委託も含むサービスにまで発展した。欧米ではカウンセリングや教育などは行われるものの再就職先の開拓やあっせんまでは実施されないことが多い。

## 資料

### 日本
次の表は、高卒者の求人倍率及び就職率の推移である。詳細は独立行政法人　労働政策研究・研修機構業務統計を活用した新規指標－2006を参照。
| 年       | 1992 (H4) | 1993 (H5) | 1994 (H6) | 1995 (H7) | 1996 (H8) | 1997 (H9) | 1998 (H10) | 1999 (H11) | 2000 (H12) | 2001 (H13) | 2002 (H14) | 2003 (H15) | 2004 (H16) |
| -------- | --------- | --------- | --------- | --------- | --------- | --------- | ---------- | ---------- | ---------- | ---------- | ---------- | ---------- | ---------- |
| 北海道   | 1.8       | 1.7       | 1.5       | 1.3       | 1.4       | 1.4       | 1.3        | 1.2        | 1.2        | 1.2        | 1.3        | 1.3        | 1.2        |
| 青森     | 1.5       | 1.3       | 1.2       | 1.0       | 1.1       | 1.1       | 1.0        | 0.8        | 0.8        | 0.8        | 0.7        | 0.7        | 0.7        |
| 岩手     | 1.8       | 1.7       | 1.4       | 1.3       | 1.3       | 1.3       | 1.3        | 1.0        | 0.9        | 0.9        | 0.7        | 0.7        | 0.8        |
| 宮城     | 2.8       | 2.5       | 1.9       | 1.7       | 1.5       | 1.5       | 1.4        | 1.1        | 1.0        | 1.1        | 1.1        | 1.1        | 1.1        |
| 秋田     | 2.0       | 1.8       | 1.5       | 1.4       | 1.5       | 1.5       | 1.4        | 1.1        | 1.2        | 1.1        | 0.9        | 0.9        | 0.9        |
| 山形     | 2.7       | 2.4       | 2.0       | 1.7       | 1.6       | 1.6       | 1.5        | 1.2        | 0.9        | 1.0        | 0.9        | 0.9        | 0.9        |
| 福島     | 2.6       | 2.2       | 1.7       | 1.4       | 1.4       | 1.3       | 1.3        | 1.0        | 1.0        | 1.0        | 0.9        | 0.9        | 1.0        |
| 茨城     | 3.3       | 2.9       | 2.3       | 1.6       | 1.5       | 1.5       | 1.7        | 1.3        | 1.1        | 1.1        | 1.1        | 1.0        | 1.3        |
| 栃木     | 3.3       | 3.0       | 2.2       | 1.7       | 1.6       | 1.6       | 1.7        | 1.4        | 1.3        | 1.3        | 1.3        | 1.2        | 1.4        |
| 群馬     | 4.0       | 3.9       | 3.1       | 2.3       | 2.0       | 2.0       | 2.2        | 1.9        | 1.7        | 1.5        | 1.5        | 1.4        | 1.6        |
| 埼玉     | 2.7       | 2.5       | 2.1       | 1.7       | 1.5       | 1.4       | 1.6        | 1.4        | 1.2        | 1.2        | 1.3        | 1.2        | 1.2        |
| 千葉     | 2.6       | 2.5       | 2.0       | 1.5       | 1.4       | 1.3       | 1.3        | 1.3        | 1.0        | 1.1        | 1.2        | 1.1        | 1.2        |
| 東京     | 10.2      | 9.4       | 7.2       | 5.3       | 4.6       | 4.7       | 5.3        | 5.1        | 4.3        | 4.4        | 4.8        | 5.0        | 4.7        |
| 神奈川   | 3.9       | 3.6       | 2.8       | 2.1       | 1.8       | 1.9       | 2.2        | 1.8        | 1.5        | 1.7        | 1.8        | 1.7        | 1.5        |
| 新潟     | 3.0       | 2.7       | 2.3       | 2.2       | 2.1       | 2.1       | 2.1        | 1.5        | 1.3        | 1.2        | 1.3        | 1.2        | 1.2        |
| 富山     | 3.9       | 3.7       | 3.0       | 2.5       | 2.2       | 2.3       | 2.7        | 1.9        | 1.6        | 1.6        | 1.7        | 1.3        | 1.2        |
| 石川     | 3.3       | 3.2       | 2.6       | 2.1       | 1.9       | 2.0       | 2.1        | 1.5        | 1.4        | 1.3        | 1.3        | 1.2        | 1.3        |
| 福井     | 3.5       | 3.4       | 3.0       | 2.4       | 2.3       | 2.4       | 2.5        | 1.9        | 1.6        | 1.4        | 1.3        | 1.2        | 1.2        |
| 山梨     | 3.8       | 3.5       | 2.7       | 2.0       | 1.9       | 2.0       | 1.9        | 1.5        | 1.3        | 1.5        | 1.4        | 1.3        | 1.3        |
| 長野     | 3.7       | 3.5       | 3.1       | 2.5       | 2.4       | 2.4       | 2.4        | 2.0        | 1.7        | 1.7        | 1.5        | 1.4        | 1.5        |
| 岐阜     | 3.1       | 3.0       | 2.6       | 2.0       | 1.9       | 2.0       | 2.1        | 1.7        | 1.4        | 1.3        | 1.3        | 1.3        | 1.3        |
| 静岡     | 3.9       | 3.9       | 2.9       | 2.0       | 1.8       | 1.8       | 2.1        | 1.7        | 1.4        | 1.4        | 1.4        | 1.3        | 1.3        |
| 愛知     | 4.9       | 4.8       | 3.8       | 2.7       | 2.4       | 2.5       | 3.0        | 2.5        | 2.0        | 2.1        | 2.0        | 1.9        | 2.0        |
| 三重     | 3.1       | 2.9       | 2.4       | 1.8       | 1.7       | 1.8       | 2.0        | 1.5        | 1.2        | 1.2        | 1.1        | 1.1        | 1.1        |
| 滋賀     | 3.8       | 3.2       | 2.5       | 1.9       | 1.8       | 1.7       | 2.0        | 1.4        | 1.0        | 1.1        | 1.0        | 0.9        | 1.0        |
| 京都     | 3.5       | 3.3       | 2.5       | 2.0       | 1.8       | 2.0       | 2.2        | 1.8        | 1.5        | 1.5        | 1.4        | 1.4        | 1.5        |
| 大阪     | 4.6       | 4.3       | 3.5       | 2.6       | 2.2       | 2.5       | 2.9        | 2.5        | 1.9        | 1.9        | 1.9        | 1.7        | 2.0        |
| 兵庫     | 3.1       | 3.1       | 2.4       | 2.0       | 1.9       | 2.1       | 2.3        | 1.7        | 1.4        | 1.3        | 1.3        | 1.1        | 1.1        |
| 奈良     | 2.1       | 1.9       | 1.9       | 1.6       | 1.4       | 1.6       | 1.5        | 1.3        | 1.2        | 1.2        | 1.0        | 1.1        | 1.0        |
| 和歌山   | 2.2       | 2.1       | 1.7       | 1.4       | 1.5       | 1.3       | 1.4        | 1.0        | 0.8        | 0.8        | 0.7        | 0.8        | 0.8        |
| 鳥取     | 2.1       | 2.0       | 1.7       | 1.5       | 1.4       | 1.6       | 1.6        | 1.2        | 1.1        | 1.1        | 0.8        | 0.9        | 0.8        |
| 島根     | 1.8       | 1.7       | 1.6       | 1.5       | 1.5       | 1.5       | 1.4        | 1.1        | 1.0        | 1.0        | 0.9        | 0.8        | 0.8        |
| 岡山     | 2.6       | 2.4       | 2.1       | 1.6       | 1.6       | 1.6       | 1.7        | 1.3        | 1.1        | 1.1        | 1.0        | 1.1        | 1.1        |
| 広島     | 3.6       | 3.5       | 2.8       | 2.3       | 1.9       | 2.0       | 2.2        | 1.7        | 1.5        | 1.4        | 1.4        | 1.5        | 1.5        |
| 山口     | 2.0       | 1.9       | 1.6       | 1.3       | 1.2       | 1.3       | 1.3        | 1.1        | 1.0        | 1.1        | 0.9        | 1.0        | 1.0        |
| 徳島     | 2.2       | 2.1       | 2.0       | 1.8       | 1.8       | 1.6       | 1.7        | 1.3        | 1.2        | 1.2        | 1.0        | 0.9        | 0.9        |
| 香川     | 3.8       | 3.5       | 3.0       | 2.6       | 2.6       | 2.7       | 2.6        | 2.3        | 1.9        | 1.6        | 1.6        | 1.4        | 1.5        |
| 愛媛     | 2.6       | 2.4       | 2.1       | 1.8       | 1.8       | 1.8       | 1.9        | 1.5        | 1.3        | 1.2        | 1.1        | 1.1        | 1.1        |
| 高知     | 1.4       | 1.3       | 1.2       | 1.1       | 1.0       | 1.1       | 1.0        | 0.9        | 0.8        | 0.8        | 0.8        | 0.6        | 0.6        |
| 福岡     | 2.4       | 2.5       | 1.9       | 1.5       | 1.4       | 1.5       | 1.5        | 1.2        | 1.0        | 1.1        | 1.0        | 1.0        | 1.0        |
| 佐賀     | 1.8       | 1.8       | 1.6       | 1.4       | 1.3       | 1.2       | 1.1        | 0.9        | 0.7        | 0.7        | 0.7        | 0.7        | 0.7        |
| 長崎     | 1.4       | 1.4       | 1.1       | 1.0       | 0.9       | 0.9       | 0.8        | 0.7        | 0.7        | 0.7        | 0.6        | 0.5        | 0.6        |
| 熊本     | 1.9       | 1.8       | 1.7       | 1.3       | 1.2       | 1.1       | 1.0        | 0.7        | 0.7        | 0.8        | 0.7        | 0.8        | 0.8        |
| 大分     | 1.5       | 1.5       | 1.3       | 1.2       | 1.2       | 1.2       | 1.2        | 1.0        | 0.9        | 1.0        | 0.9        | 0.9        | 1.0        |
| 宮崎     | 1.3       | 1.1       | 1.0       | 1.0       | 0.9       | 0.9       | 0.8        | 0.6        | 0.7        | 0.6        | 0.6        | 0.6        | 0.6        |
| 鹿児島   | 1.2       | 1.0       | 0.9       | 1.0       | 0.9       | 0.8       | 0.8        | 0.6        | 1.0        | 0.7        | 0.6        | 0.6        | 0.6        |
| 沖縄     | 1.1       | 0.8       | 0.6       | 0.4       | 0.3       | 0.3       | 0.4        | 0.3        | 0.3        | 0.4        | 0.4        | 0.5        | 0.6        |
| 全国平均 | 3.3       | 3.1       | 2.5       | 1.9       | 1.8       | 1.8       | 1.9        | 1.6        | 1.3        | 1.3        | 1.3        | 1.3        | 1.3        |

出典：新規学卒者の労働市場（厚生労働省）
| 年       | 1992 (H4) | 1993 (H5) | 1994 (H6) | 1995 (H7) | 1996 (H8) | 1997 (H9) | 1998 (H10) | 1999 (H11) | 2000 (H12) | 2001 (H13) | 2002 (H14) | 2003 (H15) | 2004 (H16) |
| -------- | --------- | --------- | --------- | --------- | --------- | --------- | ---------- | ---------- | ---------- | ---------- | ---------- | ---------- | ---------- |
| 北海道   | 99.9      | 99.8      | 99.8      | 99.6      | 99.1      | 99.3      | 99.0       | 98.0       | 98.1       | 98.1       | 97.0       | 96.3       | 95.8       |
| 青森     | 100.0     | 100.0     | 100.0     | 100.0     | 100.0     | 100.0     | 100.0      | 99.8       | 99.1       | 98.4       | 96.5       | 94.4       | 95.4       |
| 岩手     | 100.0     | 100.0     | 100.0     | 100.0     | 100.0     | 100.0     | 100.0      | 99.4       | 99.3       | 99.1       | 98.2       | 97.5       | 97.9       |
| 宮城     | 99.9      | 99.7      | 98.5      | 97.2      | 95.8      | 97.2      | 95.1       | 90.6       | 91.4       | 92.6       | 90.8       | 90.8       | 93.1       |
| 秋田     | 100.0     | 100.0     | 100.0     | 100.0     | 100.0     | 100.0     | 100.0      | 99.7       | 98.6       | 99.4       | 96.6       | 97.8       | 99.2       |
| 山形     | 100.0     | 100.0     | 99.9      | 99.5      | 99.6      | 99.2      | 98.8       | 98.5       | 98.3       | 98.1       | 96.3       | 95.7       | 97.2       |
| 福島     | 100.0     | 100.0     | 100.0     | 100.0     | 100.0     | 100.0     | 100.0      | 99.8       | 100.0      | 100.0      | 99.0       | 97.9       | 98.5       |
| 茨城     | 100.0     | 100.0     | 100.0     | 100.0     | 99.8      | 99.9      | 97.6       | 93.6       | 88.2       | 89.2       | 89.3       | 91.0       | 96.9       |
| 栃木     | 100.0     | 100.0     | 100.0     | 100.0     | 100.0     | 100.0     | 99.8       | 99.0       | 98.5       | 97.9       | 95.9       | 95.6       | 96.0       |
| 群馬     | 100.0     | 100.0     | 100.0     | 100.0     | 100.0     | 100.0     | 100.0      | 99.6       | 99.6       | 99.7       | 91.9       | 98.4       | 98.8       |
| 埼玉     | 100.0     | 100.0     | 100.0     | 100.0     | 100.0     | 100.0     | 100.0      | 100.0      | 100.0      | 99.5       | 98.7       | 98.1       | 97.3       |
| 千葉     | 99.9      | 99.5      | 99.6      | 98.0      | 99.0      | 95.6      | 96.0       | 95.8       | 94.2       | 96.9       | 94.8       | 96.3       | 97.4       |
| 東京     | 98.0      | 97.0      | 94.7      | 95.7      | 94.0      | 94.6      | 93.1       | 92.6       | 88.1       | 89.9       | 92.3       | 96.4       | 97.0       |
| 神奈川   | 100.0     | 99.8      | 100.0     | 100.0     | 98.6      | 99.3      | 99.7       | 94.3       | 99.6       | 98.9       | 96.5       | 97.6       | 92.5       |
| 新潟     | 100.0     | 100.0     | 100.0     | 100.0     | 100.0     | 100.0     | 100.0      | 100.0      | 99.9       | 100.0      | 99.9       | 99.9       | 99.9       |
| 富山     | 100.0     | 100.0     | 100.0     | 100.0     | 100.0     | 100.0     | 100.0      | 99.1       | 98.5       | 98.5       | 97.8       | 98.7       | 98.5       |
| 石川     | 100.0     | 100.0     | 100.0     | 100.0     | 100.0     | 100.0     | 100.0      | 96.7       | 99.4       | 99.5       | 97.9       | 98.2       | 98.1       |
| 福井     | 100.0     | 100.0     | 99.9      | 100.0     | 99.8      | 100.0     | 100.0      | 100.0      | 99.7       | 99.2       | 98.1       | 98.7       | 99.6       |
| 山梨     | 100.0     | 100.0     | 100.0     | 100.0     | 100.0     | 100.0     | 100.0      | 100.0      | 100.0      | 97.0       | 95.5       | 98.4       | 94.9       |
| 長野     | 99.9      | 100.0     | 99.9      | 99.9      | 100.0     | 100.0     | 100.0      | 100.0      | 99.6       | 100.0      | 100.0      | 100.0      | 100.0      |
| 岐阜     | 100.0     | 100.0     | 100.0     | 100.0     | 100.0     | 100.0     | 99.9       | 99.6       | 98.0       | 98.1       | 97.0       | 97.8       | 99.0       |
| 静岡     | 100.0     | 100.0     | 100.0     | 100.0     | 100.0     | 100.0     | 100.0      | 100.0      | 99.1       | 99.8       | 99.7       | 99.0       | 99.5       |
| 愛知     | 100.0     | 100.0     | 100.0     | 99.9      | 99.2      | 99.3      | 98.9       | 97.9       | 95.2       | 95.9       | 95.4       | 94.5       | 96.2       |
| 三重     | 100.0     | 100.0     | 100.0     | 99.8      | 100.0     | 99.8      | 99.8       | 99.9       | 99.9       | 99.6       | 98.9       | 97.0       | 97.6       |
| 滋賀     | 100.0     | 100.0     | 100.0     | 99.9      | 99.9      | 99.8      | 99.3       | 97.1       | 95.5       | 92.2       | 97.9       | 94.5       | 93.2       |
| 京都     | 100.0     | 100.0     | 97.8      | 97.9      | 97.1      | 98.2      | 97.5       | 95.0       | 93.7       | 95.2       | 95.4       | 95.0       | 96.9       |
| 大阪     | 99.7      | 99.9      | 99.9      | 99.9      | 99.8      | 99.8      | 99.6       | 98.2       | 96.3       | 96.6       | 95.7       | 94.7       | 95.3       |
| 兵庫     | 99.3      | 99.9      | 99.6      | 99.3      | 99.7      | 99.8      | 99.6       | 98.3       | 96.9       | 98.6       | 96.8       | 95.3       | 94.5       |
| 奈良     | 100.0     | 100.0     | 99.3      | 99.9      | 99.8      | 99.3      | 98.4       | 99.4       | 94.3       | 97.9       | 96.3       | 97.1       | 97.7       |
| 和歌山   | 100.0     | 100.0     | 97.7      | 98.2      | 97.2      | 97.9      | 96.7       | 95.2       | 93.3       | 93.4       | 91.5       | 89.9       | 94.3       |
| 鳥取     | 100.0     | 100.0     | 100.0     | 100.0     | 99.6      | 100.0     | 100.0      | 99.8       | 98.4       | 98.7       | 91.7       | 95.7       | 96.0       |
| 島根     | 100.0     | 100.0     | 100.0     | 99.9      | 100.0     | 99.9      | 100.0      | 100.0      | 100.0      | 99.9       | 99.6       | 99.3       | 99.3       |
| 岡山     | 100.0     | 100.0     | 100.0     | 99.8      | 99.1      | 99.7      | 99.8       | 100.0      | 97.3       | 96.2       | 93.2       | 93.3       | 97.6       |
| 広島     | 99.7      | 98.9      | 96.7      | 94.9      | 94.2      | 93.2      | 93.7       | 88.7       | 88.3       | 83.2       | 87.2       | 87.4       | 92.9       |
| 山口     | 100.0     | 100.0     | 99.9      | 99.7      | 99.6      | 99.7      | 99.9       | 99.9       | 99.9       | 99.8       | 98.0       | 98.6       | 99.0       |
| 徳島     | 100.0     | 100.0     | 100.0     | 100.0     | 100.0     | 100.0     | 100.0      | 100.0      | 100.0      | 99.8       | 94.7       | 94.8       | 96.6       |
| 香川     | 100.0     | 100.0     | 100.0     | 100.0     | 100.0     | 100.0     | 100.0      | 100.0      | 100.0      | 99.8       | 100.0      | 98.1       | 100.0      |
| 愛媛     | 100.0     | 100.0     | 100.0     | 100.0     | 100.0     | 100.0     | 100.0      | 100.0      | 99.9       | 99.4       | 99.9       | 98.2       | 97.6       |
| 高知     | 99.5      | 99.7      | 98.9      | 97.4      | 97.5      | 96.5      | 91.5       | 87.0       | 86.6       | 87.5       | 90.1       | 91.1       | 91.3       |
| 福岡     | 98.6      | 96.9      | 91.1      | 95.1      | 95.8      | 95.6      | 93.9       | 92.5       | 88.6       | 89.0       | 88.2       | 88.8       | 86.8       |
| 佐賀     | 100.0     | 100.0     | 99.9      | 99.6      | 99.5      | 99.6      | 99.0       | 98.6       | 94.2       | 95.8       | 94.3       | 93.4       | 96.6       |
| 長崎     | 100.0     | 100.0     | 99.8      | 98.8      | 99.1      | 97.9      | 98.0       | 95.9       | 92.0       | 90.9       | 91.8       | 91.2       | 93.8       |
| 熊本     | 99.8      | 99.3      | 97.1      | 97.4      | 96.7      | 97.2      | 95.6       | 91.6       | 90.6       | 92.5       | 88.3       | 93.1       | 94.3       |
| 大分     | 99.3      | 99.8      | 99.9      | 99.8      | 99.5      | 99.5      | 99.4       | 97.6       | 96.9       | 97.7       | 94.5       | 93.3       | 95.4       |
| 宮崎     | 100.0     | 100.0     | 100.0     | 100.0     | 99.4      | 99.7      | 99.8       | 99.5       | 99.4       | 98.8       | 98.0       | 97.8       | 99.1       |
| 鹿児島   | 99.6      | 99.8      | 98.2      | 97.9      | 97.8      | 96.2      | 97.2       | 95.9       | 91.5       | 90.6       | 89.1       | 92.4       | 94.1       |
| 沖縄     | 91.2      | 85.7      | 80.5      | 62.3      | 56.5      | 68.4      | 72.7       | 65.5       | 58.3       | 69.8       | 62.4       | 73.8       | 78.6       |
| 全国平均 | 99.7      | 99.5      | 98.9      | 98.7      | 98.4      | 98.5      | 98.2       | 96.8       | 95.6       | 95.9       | 94.8       | 95.1       | 95.9       |

## 就職活動を描いた作品

### 映画
- 大学は出たけれど
- 日本一のホラ吹き男
- フレッシュマン若大将
- 男はつらいよ 寅次郎の縁談
- 就職戦線異状なし
- シュウカツ

### ドラマ
- 卒業

### 小説
- シューカツ!
- 何者

### 漫画
- SOMEDAY
- 東京エイティーズ
- たくなび
- 銀のアンカー
- いいひと。
- ああっ就活の女神さまっ

### ゲーム
- 就職ゲーム - スーパーファミコン用ゲームソフト

### アプリ
- 就活テルミー
- みんなの就活ニュース
- 就活の真実

### 楽曲
- つばきファクトリー『就活センセーション』